# Jane’s Addiction
Jane’s Addiction ist eine amerikanische Rockband. Sie entstand Mitte der 1980er Jahre in West Hollywood und prägte die Alternative-Musik maßgeblich. Die Band gilt in Alternativekreisen als Wegbereiter des Grunge. Zu ihren bekanntesten Liedern zählen unter anderem Jane Says, Been Caught Stealing und Mountain Song.
Musikalisch beriefen sich die Musiker auf den Hardrock der 1970er und 1980er Jahre, aber auch auf Funk und verwendeten auch häufig World-Music-Versatzstücke, weshalb sie auch mit als Vorläufer für Crossover gelten. Insbesondere ist die musikalische Verwandtschaft mit Led Zeppelin unverkennbar. Sie verbanden diese Art Musik mit halbreligiöser Sakralsymbolik.
Auf den Plattencovern, Liedtexten und auch auf den Konzerten provozierte Jane’s Addiction mit sexuellen Darstellungen, weshalb einige ihrer Cover zensiert wurden. Die Alben gibt es heute noch in einer zensierten und einer unzensierten Variante.

## Geschichte
Die Band ging 1985 aus dem Besetzungswechsel von Perry Farrells erster Band Psi Com hervor. Er suchte anfänglich einen neuen Bassisten, woraufhin er Eric Avery traf. Psi Com löste sich jedoch schon auf, bevor die Band mit Avery einen Auftritt absolvierte. Bald machte Averys Schwester die beiden mit dem Schlagzeuger Stephen Perkins bekannt, der wiederum einen Gitarristen, Dave Navarro, mit einbrachte. Navarro war ein ehemaliger Bandkollege Perkins’. Er machte den Namensvorschlag Jane’s Addiction in Anspielung auf eine Mitbewohnerin Farrells. Zwei Jahre später brachte die Band das Livealbum Jane’s Addiction heraus, dem im Jahre 1988 Nothing’s Shocking folgte.
Nach der Veröffentlichung des dritten Albums Ritual de lo habitual beschloss die Band sich aufzulösen und startete 1991 eine Abschiedstournee, auf der einige befreundete Bands wie Siouxsie and the Banshees und Living Colour mit auftraten. Aus dieser Tournee entwickelten sich die Lollapalooza-Wanderfestivals.
Sänger Farrell und Schlagzeuger Perkins starteten bald darauf das Projekt Porno for Pyros, dessen Erfolg jedoch nicht an Jane’s Addiction anknüpfen konnte. Auch die anderen Bandmitglieder waren fortan vergleichsweise erfolglos. Gitarrist Dave Navarro stieg 1993 für fünf Jahre bei den Red Hot Chili Peppers ein. Das resultierende Album One Hot Minute verkaufte sich eher mäßig. Dave Navarro verließ schließlich die Band, da der vorherige Gitarrist John Frusciante wieder zur Band stieß.
1997 versammelte sich die Band für ein paar Live-Auftritte mit Michael „Flea“ Balzary von den Red Hot Chili Peppers am Bass und brachte ein Album mit unveröffentlichten Studio- und Liveaufnahmen heraus. Kurze Zeit später widmeten sich die einzelnen Mitglieder wieder anderen Dingen.
Erst im Jahre 2001 vereinigte sich die Band wieder und brachte mit Chris Chaney als neuem Bassisten das Album Straysheraus, zu dem auch eine Welt-Tournee stattfand. Das auf dem Album enthaltene Lied Superhero wurde zum Titelsong der US-Fernsehserie Entourage. Ende Juni 2004 trennte sich Jane’s Addiction erneut. Drei der vier übrigen Bandmitglieder (alle außer Farrell) gründeten daraufhin zusammen mit Steve Isaacs die Band The Panic Channel. Gründe für die Trennung seien laut Band „nicht erwähnenswert“. Farrell gründete seinerseits die Band Satellite Party.
2008 fand die Band in der Originalbesetzung mit Perry Farrell, Dave Navarro, Eric Avery und Stephen Perkins wieder zusammen. 2010 verließ Eric Avery die Band erneut. Als Ersatz trat der Bassist Duff McKagan ein, der in den späten 1980er- und frühen 1990er-Jahren durch die Rockband Guns N’ Roses bekannt wurde. Später verließ McKagan die Band wieder. Als Nachfolger kam Dave Sitek von TV on the Radio dazu, der aber nicht zur Band gezählt wird.
Eine gemeinsame Tour der wiedervereinigten Band Jane’s Addiction und der Smashing Pumpkins ab Oktober 2022 fand wieder mit Eric Avery, aber ohne Dave Navarro statt. Navarro war wegen seines Long-Covid-Leidens durch Troy Van Leeuwen von Queens of the Stone Age ersetzt worden. Für eine ab Mai 2024 stattfindende Europatournee stieß Navarro wieder zur Band, die damit erstmals seit 2010 wieder in Originalbesetzung auftrat.
Am 13. September 2024 griff Sänger Perry Farrell während eines Auftritts Dave Navarro tätlich an. Die Band sagte daraufhin die gesamte Tour ab und kündigte an, in eine unbestimmte Pause zu gehen.

## Diskografie

### Studioalben
| Jahr | Titel                   | Höchstplatzierung, Gesamtwochen, AuszeichnungChartplatzierungen (Jahr, Titel, Platzierungen, Wochen, Auszeichnungen, Anmerkungen) | Höchstplatzierung, Gesamtwochen, AuszeichnungChartplatzierungen (Jahr, Titel, Platzierungen, Wochen, Auszeichnungen, Anmerkungen) | Höchstplatzierung, Gesamtwochen, AuszeichnungChartplatzierungen (Jahr, Titel, Platzierungen, Wochen, Auszeichnungen, Anmerkungen) | Höchstplatzierung, Gesamtwochen, AuszeichnungChartplatzierungen (Jahr, Titel, Platzierungen, Wochen, Auszeichnungen, Anmerkungen) | Anmerkungen                                                                   |
| Jahr | Titel                   | DE | CH | UK | US | Anmerkungen                                                                   |
| ---- | ----------------------- | --- | --- | --- | --- | ----------------------------------------------------------------------------- |
| 1988 | Nothing’s Shocking      | — | — | UK— SilberUK | US103 Platin · (35 Wo.)US | Erstveröffentlichung: 23. August 1988 Produzenten: Dave Jerden, Perry Farrell |
| 1990 | Ritual de lo Habitual   | — | — | UK37 Gold · (2 Wo.)UK | US19 ×2Doppelplatin · (60 Wo.)US                                                                                                  | Erstveröffentlichung: 21. August 1990 Produzenten: Dave Jerden, Perry Farrell |
| 2003 | Strays                  | DE43 (4 Wo.)DE | CH60 (4 Wo.)CH | UK14 Silber · (5 Wo.)UK | US4 Gold · (10 Wo.)US | Erstveröffentlichung: 22. Juli 2003 Produzenten: Bob Ezrin, Brian Virtue      |
| 2011 | The Great Escape Artist | — | — | UK52 (1 Wo.)UK | US12 (1 Wo.)US | Erstveröffentlichung: 18. Oktober 2011 Produzent: Rich Costey                 |

### Livealben
- 1987: Jane’s Addiction (aufgenommen am 26. Januar 1987 im The Roxy, Los Angeles)
- 2013: Live in NYC (aufgenommen am 25. Juli 2011 im Terminal 5, New York)
- 2017: Alive At 25 (aufgenommen während der Sterling Spoon Anniversary Tour)

### Kompilationen
| Jahr | Titel                              | Höchstplatzierung, Gesamtwochen, AuszeichnungChartsChartplatzierungen (Jahr, Titel, Platzierungen, Wochen, Auszeichnungen, Anmerkungen) | Anmerkungen                              |
| Jahr | Titel                              | US | Anmerkungen                              |
| ---- | ---------------------------------- | --- | ---------------------------------------- |
| 1997 | Kettle Whistle                     | US21 Gold · (17 Wo.)US | Erstveröffentlichung: 4. November 1997   |
| 2006 | Up from the Catacombs: The Best of | US188 (1 Wo.)US | Erstveröffentlichung: 19. September 2006 |

Weitere Kompilationen
- 1991: Live and Rare
- 2009: A Cabinet of Curiosities

### Singles
| Jahr | Titel Album                                | Höchstplatzierung, Gesamtwochen, AuszeichnungChartplatzierungen (Jahr, Titel, Album, Platzierungen, Wochen, Auszeichnungen, Anmerkungen) | Höchstplatzierung, Gesamtwochen, AuszeichnungChartplatzierungen (Jahr, Titel, Album, Platzierungen, Wochen, Auszeichnungen, Anmerkungen) | Anmerkungen                                                                                               |
| Jahr | Titel Album                                | UK | US | Anmerkungen                                                                                               |
| ---- | ------------------------------------------ | --- | --- | --- |
| 1990 | Been Caught Stealing Ritual de lo habitual | UK34 (3 Wo.)UK | — | Erstveröffentlichung: 15. November 1990 Autoren: Jane’s Addiction                                         |
| 1991 | Classic Girl Ritual de lo habitual         | UK60 (1 Wo.)UK | — | Erstveröffentlichung: 17. Juli 1991 Autoren: Jane’s Addiction                                             |
| 2003 | Just Because Strays                        | UK14 (4 Wo.)UK | US72 (9 Wo.)US | Erstveröffentlichung: 15. Juli 2003 Autoren: Bob Ezrin, Jane’s Addiction                                  |
| 2003 | True Nature Strays                         | UK41 (2 Wo.)UK | — | Erstveröffentlichung: 27. Oktober 2003 Autoren: Bob Ezrin, Martyn Lenoble, Perry Farrell, Stephen Perkins |

Weitere Singles
- 1988: Jane Says
- 1988: Mountain Song
- 1988: Had a Dad
- 1989: Ocean Size
- 1990: Stop!
- 1990: Three Days
- 1991: Ripple
- 1997: So What!
- 2011: End to the Lies
- 2011: Irresistible Force
- 2011: Underground
- 2012: Twisted Tales
- 2013: Another Soulmate
- 2024: Imminent Redemption

### Videoalben
- 1989: Fan’s Video: Soul Kiss (US: Gold)
- 1993: Gift (mit Ice-T, Ernie C. und Harry Perry)
- 2003: Three Days
- 2010: Live Voodoo
- 2013: Live in NYC

## Auszeichnungen für Musikverkäufe
| Goldene Schallplatte - Australien - 1996: für das Album Ritual de lo Habitual - 2002: für das Album Nothing’s Shocking - Kanada - 1991: für das Album Ritual de lo Habitual - 2003: für das Album Strays |

Anmerkung: Auszeichnungen in Ländern aus den Charttabellen bzw. Chartboxen sind in ebendiesen zu finden.
| Land/RegionAuszeichnungen für Musikverkäufe (Land/Region, Auszeichnungen, Verkäufe, Quellen) | Silber     | Gold     | Platin     | Verkäufe  | Quellen         |
| -------------------------------------------------------------------------------------------- | ---------- | -------- | ---------- | --------- | --------------- |
| Australien (ARIA)                                                                            | —          | 2× Gold2 | —          | 70.000    | aria.com.au     |
| Kanada (MC)                                                                                  | —          | 2× Gold2 | —          | 100.000   | musiccanada.com |
| Vereinigte Staaten (RIAA)                                                                    | —          | 3× Gold3 | 3× Platin3 | 4.050.000 | riaa.com        |
| Vereinigtes Königreich (BPI)                                                                 | 2× Silber2 | Gold1    | —          | 220.000   | bpi.co.uk       |
| Insgesamt                                                                                    | 2× Silber2 | 8× Gold8 | 3× Platin3 |           |                 |